# Combat de Tucruf
Guerre des Mahdistes
Batailles
- Aba
- El Obeid
- Première bataille d'El Teb
- Deuxième bataille d'El Teb
- Tamai
- Trinkitat
- El Eilafun
- Abu Klea
- Abu Kru
- Khartoum
- Kirbekan
- Hashin
- Tofrek
- Ginnis
- Metemma
- Toski
- Agordat
- Barca
- Tokar
- Serobeti
- Agordat
- Kassala
- Gulusit
- 1er Sebderat
- 2e Sebderat
- Mokram
- Tucruf
- Firkat
- Hafir
- Bedden
- Redjaf
- Abu Hamed
- Atbara
- Omdurman
- Fachoda
- Gedaref
- Roseires
- Umm Diwaykarat

Le combat de Tucruf est livré le 3 avril 1896 pendant la guerre des Mahdistes du Soudan. La garnison italienne de Kassala assiégée par les Derviches effectue de nombreuses sorties offensives depuis qu'elle a reçu des renforts. Le 3 avril, cinq bataillons d'infanterie, un peloton de cavalerie et une batterie de quatre canons de campagne sortent du fort sous le commandement du colonel Stevani pour attaquer les positions ennemies situées à Tucruf. Les guerriers soudanais extrêmement bien retranchés repoussent l'assaut des Italiens après une très dure bataille.

## Sources
- Emilio Faldella, Storia degli eserciti italiani, Bramante editrice, 1976